# Liste der Monuments historiques in Villerupt
Die Liste der Monuments historiques in Villerupt führt die Monuments historiques in der französischen Gemeinde Villerupt auf.

## Liste der Objekte
| Bezeichnung                 | Beschreibung                                                                          | Standort                                   | Kennzeichnung | Schutzstatus | Datum | Bild |
| --------------------------- | ------------------------------------------------------------------------------------- | ------------------------------------------ | ------------- | ------------ | ----- | ---- |
| Orgel                       | Ensemble aus PM54001329 und PM54001328                                                | in der Kirche Nativité-de-la-Vierge (Lage) | PM54001327    | Classé       | 2000  |      |
| Orgelprospekt               | 1856 von Jean Nicolas III. Jeanpierre gebaut                                          | in der Kirche Nativité-de-la-Vierge (Lage) | PM54001329    | Classé       | 2000  |      |
| Instrumentalteil der Orgel  | 1856 von Jean Nicolas III. Jeanpierre gebaut                                          | in der Kirche Nativité-de-la-Vierge (Lage) | PM54001328    | Classé       | 2000  |      |
| Skulptur Notre-Dame d’Orval | Skulptur einer Madonna mit Kind; Eichenholz, farbig gefasst, 17. oder 18. Jahrhundert | in der Kapelle Ste-Croix (Lage)            | PM54001999    | Inscrit      | 1996  |      |